# Font de la Sardana
|  | Per a altres significats, vegeu «Font de la Sardana (Barcelona)». |

La font de la Sardana de Madrid es troba als jardins del Retiro. Els diumenges es reuneixen al voltant d'aquesta font persones catalanes i amants de la cultura catalana per sentir, veure i ballar sardanes. Va ser inaugurada el 26 d'abril de 1964 pel Cercle Català de Madrid. El relleu mostra un grup de figures amb vestits tradicionals ballant una sardana.